# 内藤 (国分寺市)
内藤（ないとう）は、東京都国分寺市の町名。現行行政地名は内藤一丁目及び内藤二丁目。郵便番号は185-0033。

## 地理
国分寺市の南西部に位置する。北は日吉町、東は府中市武蔵台、南西は国立市東、北西は国立市北に隣接する。国立市との境界付近に国分寺崖線が連なっている。町内は住宅地が広がっている。

## 歴史

### 地名の由来
旧地名の内藤新田による。

## 世帯数と人口
2017年（平成29年）12月1日現在の世帯数と人口は以下の通りである。
| 丁目       | 世帯数    | 人口    |
| ---------- | --------- | ------- |
| 内藤一丁目 | 972世帯   | 2,095人 |
| 内藤二丁目 | 1,197世帯 | 2,603人 |
| 計         | 2,169世帯 | 4,698人 |

## 小・中学校の学区
市立小・中学校に通う場合、学区は以下の通りとなる。
| 丁目       | 番地     | 小学校               | 中学校               | 備考                                          |
| ---------- | -------- | -------------------- | -------------------- | --------------------------------------------- |
| 内藤一丁目 | 1〜7番地 | 国分寺市立第四小学校 | 国分寺市立第四中学校 | 以下の学校と選択可能。 ・国分寺市立第五小学校 |
| 内藤一丁目 | その他   | 国分寺市立第五小学校 | 国分寺市立第四中学校 |                                               |
| 内藤二丁目 | 全域     | 国分寺市立第五小学校 | 国分寺市立第四中学校 |                                               |

## 交通

### 鉄道
東日本旅客鉄道（JR東日本）中央本線が北端部を通過しているが駅は設置されていない。

### 道路
- 東京都道145号立川国分寺線（多喜窪通り）

## 施設
- 国分寺内藤郵便局